# Amherst (New York)
Amherst (/ˈæmhərst/ ) è un comune (town) degli Stati Uniti d'America della contea di Erie nello Stato di New York. La popolazione era di 122 366 abitanti al censimento del 2010.

## Geografia fisica
Secondo lo United States Census Bureau, ha un'area totale di 53,6 mi² (138,82 km²).

## Storia
Il comune di Amherst fu creato dallo Stato di New York il 10 aprile 1818; il nome è in onore di Jeffrey Amherst, I barone Amherst. Amherst fu creata da una parte del comune di Buffalo (più tardi città di Buffalo), a sua volta creata per distacco dal comune di Clarence. Timothy S. Hopkins venne eletto come primo supervisore della città di Amherst nel 1819. Una parte di Amherst più tardi fu utilizzata per creare il comune di Cheektowaga nel 1839.

## Società

### Evoluzione demografica
Secondo il censimento del 2010, la popolazione era di 122 366 abitanti.

### Etnie e minoranze straniere
Secondo il censimento del 2010, la composizione etnica della città era formata dall'83.8% di bianchi, il 5,7% di afroamericani, lo 0,2% di nativi americani, il 7,9% di asiatici, lo 0,0% di oceanici, lo 0,5% di altre razze, e l'1,8% di due o più etnie. Ispanici o latinos di qualunque razza erano il 2,3% della popolazione.